# Šćepanje
Šćepanje – wieś w Chorwacji, w żupanii varażdińskiej, w gminie Breznički Hum. W 2011 roku liczyła 330 mieszkańców.